# John Lawrence LeConte
John Lawrence LeConte (13. května 1825 New York – 15. listopadu 1883 Filadelfie, Pensylvánie) byl nejvýznamnější americký entomolog 19. století, který se přičinil o pojmenování a popis asi poloviny hmyzu ze systému známého v Severní Americe.
John Lawrence se narodil ve vědecky založené rodině rodině LeConteových, v New York City. Jeho otec John Eatton Le Conte byl přírodovědec, matka zemřela pár měsíců poté, co se John Lawrence narodil a byl proto byl vychováván jenom otcem. Podle vzorových podpisů používal John Lawrence u svého příjmení variantu bez mezery - "LeConte" (jeho otec používal tvar "Le Conte").
John Lawrence absolvoval Mount Saint Mary College v roce 1842 a College of Physicians and Surgeons v roce 1846. Po ukončení studií na medicíně podnikl John Lawrence LeConte v roce 1849 několik výprav na západ, včetně cesty do Kalifornie přes Panamu. Když byl v San Francisku, poslal 10 000 brouků naložených v lihu svému otci. O dalších 20.000 brouků přišel při požáru v roce 1852. LeConte též cestoval do Evropy, Egypta a Alžíru. Strávil dva roky objevováním řeky Colorado River, byl v Hondurasu budovat Honduras Interoceanic Railway a v Coloradu a Novém Mexiku se skupinou provádějící mapování pro Kansas Pacific Railroad.
V roce 1852 se odstěhoval do Philadelphie v Pensylvánii, kde žil do konce svého života. Během Americké občanské války pracoval jako chirurg u Kalifornských dobrovolníků a dosáhl hodnosti podplukovníka. V roce 1878 se stal vrchním úředníkem (asistentem ředitele) Mincovny Spojených států ve Philadelphii. Tuto pozici zastával až do své smrti v roce 1883.
LeConte byl aktivní jako viceprezident v American Philosophical Society (1880–1883), prezident American Association for the Advancement of Science (1873). Byl zakladatelem American Entomological Society a zakládajícím členem National Academy of Sciences.
Pták Le Conte's Thrasher byl objeven LeContem na jedné z entomologických výprav do Arizony a po LeConteovi jej pojmenoval George Newbold Lawrence. LeConte sbíral ptáky a informace o nich pro Spencera Fullertona Bairda, vzdáleného bratrance a pozdějšího ředitele Smithsonian Institution, po více než 39 let. Na oplátku Baird požádal ostatní přírodovědce, aby na svých výpravách sbírali brouky pro LeContea.

## Dílo
- Catalogue of the Coleoptera of the United States. (1853) Frederick E. Melsheimer, revised by Samuel Stehman Haldeman and John Lawrence LeConte
- Classification of the Coleoptera of North America (1861, 1873)
- New Species of North American Coleoptera (1866, 1873)
- Classification of the Coleoptera of North America. Part II (1883) - with George Henry Horne